# Pachygnathesis squamata
Pachygnathesis squamata är en fjärilsart som beskrevs av George Francis Hampson 1918. Pachygnathesis squamata ingår i släktet Pachygnathesis och familjen nattflyn. Inga underarter finns listade i Catalogue of Life.